# EMD FP7
 (juillet 2022).
Si vous disposez d'ouvrages ou d'articles de référence ou si vous connaissez des sites web de qualité traitant du thème abordé ici, merci de compléter l'article en donnant les références utiles à sa vérifiabilité et en les liant à la section « Notes et références ».
La EMD FP7 est une locomotive Diesel produite par EMC. La FP7 était une locomotive double service (passagers et fret) produisant 1 500 chevaux-vapeur (1 100 kW) construite entre juin 1949 et décembre 1953. Construite par Electro-Motive Division aux États-Unis et General Motors Diesel au Canada, l'assemblage final était à La Grange, Illinois (sauf pour les exemplaires pour le Canada, l'assemblage final était à l'usine de General Motors Diesel à London, Ontario).
La FP7 est essentiellement une locomotive EMD F7A allongée par quatre pieds (1.2 m) pour donner place à une unité génératrice de vapeur d'eau pour chauffer les trains de voyageurs.